# رابرت آنسون هاین‌لاین
رابرت آنسون هاین‌لاین (به انگلیسی: Robert Anson Heinlein)(‎/ˈhaɪnlaɪn/‎؛ زاده ۷ ژوئیهٔ ۱۹۰۷ – درگذشته ۸ مهٔ ۱۹۸۸) نویسنده آمریکایی سبک علمی-تخیلی و یکی از سه نویسندهٔ برتر این ژانر بود. او یکی از اثرگذارترین و همزمان، جنجال‌برانگیزترین نویسندگان علمی-تخیلی سخت بود. هاین‌لاین که خود در جوانی در نیروی دریایی ایالات متحده آمریکا خدمت می‌کرد به دلایل پزشکی مجبور به ترک خدمت شد. اما تا پایان عمر به آن دلبستگی داشت. نمود این دلبستگی‌ها را می‌توان در بسیاری از آثار او و به‌طور شاخص در جنگاوران اخترناو یافت.

## نویسندگی
به دنبال خط مشی خود در نقش بزرگ و شیخ علمی‌تخیلی نویسان، او استاندارد بالایی برای بخش علمی و مهندسی داستان‌ها به وجود آورد که هم‌عصران او قدرت رقابت با آن را نداشتند. هاین‌لاین نخستین نویسنده علمی-تخیلی بود که با داستان‌های بی‌زرق‌وبرق خود، جریان فکری غالب بر روزنامه‌هایی چون ستردی ایونینگ پست را در اواخر دهه ۱۹۴۰ (میلادی) شکست. همچنین یکی از نویسندگانی بود که داستان‌های بلند علمی‌تخیلی او در دهه ۱۹۶۰ (میلادی) فروش خوبی داشتند. سبک کلی حاکم بر داستان‌های هاین‌لاین اجتماعی است. همچنین داستان‌های او شامل مواردی از جمله فردگرایی، آزادی‌خواهی، مذهب، و ارتباط بین عشق جسمی و ذهنی و روابط حاکم بر خانواده‌های غیررسمی می‌شدند. نگاه و رویکرد سنت‌شکن او که باعث به وجود آمدن این مفاهیم شده بود به‌طور گسترده‌ای در آثار او دیده می‌شود.
هاین‌لاین در طول عمر خود ۳۲ داستان، ۵۹ داستان کوتاه و ۱۶ مجموعه داستان منتشر کرد. وی همچنین یک بار مجموعه‌ای منتخب از داستان‌های علمی‌تخیلی سایر نویسندگان را گردآوری کرد. چهار مجموعه داستان، سه کتاب غیر علمی‌تخیلی و دو مجموعه شعر از او نیز پس از مرگ او به چاپ رسیدند. هاین‌لاین همواره نامی میان آیزاک آسیموف، و آرتور سی. کلارک بود که به ادعای برخی، این سه، بزرگان علمی‌تخیلی‌نویس را در دوره طلایی این کتاب‌ها تشکیل داده بودند. او عقاید و مواردی را به همراه علمی‌تخیلی وارد دنیای نویسندگی کرد که این هنر را بسیار زیباتر از گذشته کرد. هاین‌لاین نخستین کسی بود که علمی‌تخیلی را در بخش سخت مورد بررسی قرار داد و با استفاده از دانش خود در زمینهٔ مهندسی، شاخهٔ علمی-تخیلی سخت را به شکوفایی رساند.
بسیاری از نویسندگان علمی‌تخیلی و فانتزی از جمله تام کلانسی، جان رینگو، اریک فلینت و دیوید وبر تحت تأثیر او قرار گرفته‌اند. او اکتشاف در فضا را از یک رؤیا به یک امکان رساند و جنگ سرد را پیش از رویداد آن پیش‌بینی کرد. داستان‌های او در روزنامه‌ها چاپ می‌شدند و همگان امکان دسترسی به نوشته‌های او را داشتند. بسیاری از ستاره‌شناسان در آمریکا دوران نوجوانی خود را با کتاب‌های او گذرانده بودند. به همین دلیل پس از مرگ او، دهانه‌ای آتشفشانی را در مریخ به اسم هاین‌لاین نام‌گذاری کردند. همچنین هنگامی که همه چشم‌ها به تلویزیون دوخته بود تا ورود نیل آرمسترانگ به کره ماه را تماشا کنند هاین‌لاین مهمان افتخاری والتر کرونکیت بود.

## افتخارات
دهانه‌ای را بر روی مریخ به افتخار او، «هاین‌لاین» نامگذاری کرده‌اند. هاین‌لاین ۴ بار جایزه هوگو را برنده شد. از مهم‌ترین عناصر داستان‌های او می‌توان فردگرایی، آزادی‌خواهی، مذهب، و عشق جسمی و ذهنی را نام برد. وجه ویژه آثار هاین‌لاین تمایل او به نظامی‌گری است.

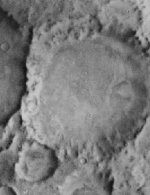
دهانه هاین‌لاین در مریخ

## آثار مهم
- راه حل بد (۱۹۴۰)
- موشک گالیله (۱۹۴۷)
- ستون ششم (۱۹۴۹)
- سیاره‌ی سرخ (۱۹۴۹)
- مردی که ماه را فروخت (۱۹۵۰)
- هیولایی از فضا (۱۹۵۴)
- شهروند کهکشان (۱۹۵۷)
- دری به تابستان (۱۹۵۷)
- جنگاوران اخترناو با نام دیگر سربازان کشتی فضایی (۱۹۵۹)
- غریبه‌ای در سرزمین غربت (۱۹۶۱)
- یتیمان آسمان (۱۹۶۳)
- جاده افتخار (۱۹۶۳)
- ماه خاتونی خشن است (۱۹۶۶)
- برای عاشقی، دیگر بس است (۱۹۷۳)
- جمعه (۱۹۸۲)